# Pachygonopus apiculatus
Pachygonopus apiculatus är en mångfotingart som beskrevs av Loomis 1964. Pachygonopus apiculatus ingår i släktet Pachygonopus och familjen Fuhrmannodesmidae. Inga underarter finns listade i Catalogue of Life.